# Black Seeds of Vengeance
Black Seeds of Vengeance è il secondo album in studio della band brutal death metal statunitense Nile, pubblicato nel 2000 dalla Relapse Records.

## Tracce
1. Invocation of the Gate of Aat-Ankh-es-en-Amenti – 0:43
2. Black Seeds of Vengeance – 3:36
3. Defiling the Gates of Ishtar – 3:38
4. The Black Flame – 3:22
5. Libation Unto the Shades Who Lurk in the Shadows of the Temple of Anhur – 1:32
6. Masturbating the War God – 5:41
7. Multitude of Foes – 2:10
8. Chapter for Transforming into a Snake – 2:26
9. Nas Akhu Khan she en Asbiu – 4:16
10. To Dream of Ur – 9:07
11. The Nameless City of the Accursed – 2:51
12. Khetti Satha Shemsu – 3:33

## Formazione

### Gruppo
- Karl Sanders - voce e chitarra
- Dallas Toler-Wade - voce e chitarra
- Chief Spires - voce e basso
- Pete Hammoura - voce e batteria
- Derek Roddy - voce e batteria

### Altri musicisti
- Mostafa Abd el Aziz - arghul nella traccia 1
- Boz Porter - voce nella traccia 3
- Gary Jones - voce nelle tracce 3, 6 e 12
- Scott Wilson - voce nelle tracce 10 e 12
- Aly et Maher el Helbney - respiri nella traccia 11
- Ross Dolan - voce nella traccia 12
- Bob Moore - voce nella traccia 12